# 和泉万夜
和泉万夜（日语：／ Izumi Banya）是一名日本男性游戏剧作家，目前为自由职业者。其创作风格涵盖羞辱、强奸、虐待、猎奇等多种类型。他的代表作品包括EXTRAVAGANZA 〜爱虫的少女〜，逝去的你，馆里苏醒的罪恶与无限炼奸 〜不死舞姬的凌辱轮舞曲〜等。此外，还与妻子inkey合作制作过漫画和轻小说。

## 个人经历
2002年5月加入Cyc公司（日语：Cyc (ブランド)）。此后担任剧本、制作人和导演。
2006年10月从开发部转入营业部，担任了《式神 ～桔梗の華に秘めたる想い～》的制作人，以及《戦場デ少女ハ心ヲサガス》的宣传工作。
2007年7月10日，从公司离职，转变为自由脚本家。